# Samogitija
Samogitija (lit. Žemaitija, samogit. Žemaitėjė) jedna je od etnografskih regija Litve. Nalazi se na sjeverozapadu države. Glavni grad je Telšiai, a najveći grad Šiauliai, odnosno Klaipėda, ako se taj grad smatra dijelom Samogitije.

## Povijest
Samogitija je ušla u sastav Velike Kneževine Litve tijekom vladavine Mindaugasa koji je 1260. pobijedio Teutonce te onemogućio širenje njihove vlasti na Samogitiju. Borbe za političku i vojnu prevlast na ovom području između Litve i Teutonaca nastavile su se sve do 1382. godine, kada je Vladislav II. Jagelo poklonio Samogitiju Teutoncima. Pod vlašću tog reda ostala je samo do 1411. godine kada postaje dio Poljsko-Litavske Unije. Dijelom Poljsko-Litavske Unije ostala je sve do Treće diobe Poljske 1795. godine, kada je ušla u sastav Ruskog Carstva. Područje Samogitije bilo je glavno kulturno uporište Litavaca koji su tijekom izloženih pojačanoj rusifikaciji. U Prvom svjetskom ratu njemačka carska vojska zaposjela je područje u jesen 1915. područje Samogitije, koje je 1918. postala dijelom neovisne Litve.

## Gradovi
poredani prema broju stanovnika
- Šiauliai/Šiaulē
- Mažeikiai/Mažeikē
- Telšiai/Telšē
- Tauragė/Tauragie
- Plungė/Plongi, Plongė
- Kretinga
- Skuodas/Skouds

## Vanjske poveznice
|  | Zajednički poslužitelj ima još gradiva o temi Samogitia |